# Le divan de Staline
Le divan de Staline è un film del 2016 diretto da Fanny Ardant.